# 沈譓 (景泰進士)
沈（1428年—？），字用正，直隸廬州府合肥縣人，軍籍，明朝政治人物。同進士出身。

## 生平
景泰元年（1450年）庚午科應天府鄉試第八十四名。景泰五年（1454年）甲戌科會試第二百五十八名，殿試登進士第三甲第二百一十三名。

## 家族
曾祖父沈顏先。祖父沈博。父亲沈容。